# أوغه إريكسن
آجي إريكسن (بالنرويجية البوكمول: Aage Eriksen)‏ هو مصارع هاوي نرويجي، ولد في 5 مايو 1917 في نوتودن في النرويج، وتوفي بنفس المكان في 17 يونيو 1998.

## وصلات خارجية
- آجي إريكسن على موقع قاعدة بيانات المصارعة الدولية (الإنجليزية)
- آجي إريكسن على موقع اللجنة الأولمبية الدولية (الإنجليزية)
- آجي إريكسن على موقع أوليمبيديا (الإنجليزية)